# Euchalcia obscurior
Euchalcia obscurior là một loài bướm đêm trong họ Noctuidae.